# Буњате (Новара)
Буњате је насеље у Италији у округу Новара, региону Пијемонт.
Према процени из 2011. у насељу је живело 216 становника. Насеље се налази на надморској висини од 471 м.